# 小行星2423
小行星2423（2423 Ibarruri）是一颗围绕太阳公转的小行星。1972年7月14日，柳德米拉·朱拉夫寥娃在克里米亚发现了此天体。
該小行星以西班牙裔蘇聯軍人魯本·魯伊茲·伊巴魯里命名。
这颗小行星的绝对星等为80.1957213646363等。